# Lacrima (gruppo musicale)
I Lacrima sono un gruppo doom metal polacco, formatosi a Cracovia, attivo dal 1994.

## Storia
La storia:
Il gruppo nasce nel 1994 a Cracovia per mano di Kuba Morawski, cantante e chitarrista, che recruta Marcin Talaga e Marcin Salasa. Nel luglio 1997 Lacrima registra il primo demo intitolato: "The Prisoners Of Time". Dopo due anni è stato registrato l'album "The Time Of Knights Return" il quale è stato apprezzato da critici ed esperti del milieu. 1999-2002 erano anni particolarmente sfortunati per il gruppo – Si sono verificati tanti cambiamenti interni che, a loro volta, hanno trascinato un periodo di ristagno. Nel 2002 il band si è stabilizzato talmente che ha potuto finalmente farsi vivo il che gli ha permesso di mettere in atto un nuovo progetto "Innocent Incarnations"- mini album che comprende 4 canzoni. Dopo averlo pubblicato il gruppo è praticamente sparito fino al 2007.
Lacrima attualmente:
Nel 2007 è emersa la nuova formazione con nuovo materiale. Nel 2009 ha ripreso l'attività dei concerti. Nel 2010 ha fatto un tour con un gruppo spagnolo Kathaarsys e il loro ultimo concerto è stato registrato su DVD in occasione del quindicesimo anniversario del gruppo. Successivamente i musicisti hanno lavorato su "Old Man's Hands" - il loro disco più recente, l'anteprima del quale è avvenuta il 01.09.2011. Comprende otto opere: sei nuove registrate nel 2011 nello studio  67 di Dominik Burzym, un live e una canzone del 1996. L'album rivela un'atmosfera doom degli anni '90 - anni di splendore e notevole popolarità del doom metal. Si può anche sentire la voce di Hanka Swaryczewska gradita ospite nello studio.

## Formazione
- Kuba Morawski – voce, chitarra
- Maciej Ster – chitarra
- Mateusz Podsiadło – basso
- Szymon Grabarczyk – tastiere
- Grzegorz Kozikowski – batteria

## Ex componenti
- Łukasz Morawski – tastiere
- Remo Gawlik – chitarra
- Piotr Dzik – batteria
- Marcin Talaga – chitarra
- Piotr Myjak – chitarra
- Marcin Salasa – batteria
- Paweł Kulka – basso
- Anna Wojtkowiak – voce
- Danuta Pacura – voce

## Discografia e videografia
Studio:
- The Time of Knitghts Return (1999)
- Old Man`s Hands (2011)

Demo e EP:
- The Prisoners of Time (1997)
- Innocent Incarnations (2003)

Concerti:
- 15th Anniversary Live DVD (2010)